# Caut o nevastă
Caut o nevastă (titlul original: în rusă Аршин мал алан, transliterat: Arșin mal alan) este un film muzical de comedie sovietic, realizat în 1945 de regizorii Nikolai Leșenko și Rza Tahma, după opereta omonimă a lui Uzeir Hacîbeiov, protagoniști fiind actorii Rașid Beibutov, Leila Badirbeili, Ismail Efandiev și Alekper Huseinzade.

## Conținut
Acțiunea amplasată la Baku la începutul secolului al XX-lea, un tânăr om de afaceri Asker dorește să se căsătorească. El vrea ca mireasa lui să fie alegerea inimii sale, cu toate acestea, tradiția azeră l-a restricționat să comunice cu doamna ca iubită înainte de căsătorie. Așadar, Asgar decide să se deghizeze ca un simplu vânzător de pânză, iar tânăra Ghiulciohra se îndrăgostește de el. Cu toate acestea, este îngrijorată de faptul că tatăl ei, Sultan bey nu-i va permite să se căsătorească cu un vânzător ambulant de pânză. Tânărul Asker se dezvăluie apoi tatălui ei și îi cere mâna fetei. Văzând că este într-adevăr un tânăr bogat, tatăl este de acord și celor doi li se permite să se căsătorească.

## Distribuție
- Rașid Beibutov – Asker
- Leila Badirbeili – Ghiulciohra
- Ismail Efandiev – Suleiman
- Alekper Huseinzade – Sultan bey
- Minavver Kalantarlî – Jahan khala
- Rahilia Mustafaieva – Asia
- Lutfali Abdullaev – Veli
- Mirza Aga Aliev – Meșadi Ibad
- Fatima Mehralieva – Telli

## Culise
La inițiativa Fundației Heydar Aliyev, filmul a fost recondiționat și colorat la Los Angeles în 2012-2013. Versiunea sa colorată a avut premiera la Baku, Azerbaidjan în decembrie 2013.